# Coupe du monde de dressage 1985-1986
Navigation
Édition suivante
La coupe du monde de dressage 1985-1986 est la 1re édition de la coupe du monde de dressage organisée par la FEI.

## Étapes
76 cavaliers de 14 pays ont participé à au moins un des 14 concours européens qualificatifs pour la finale.

## Finale
| Ville       | Pays     | Début        | Fin          | Vainqueur                     |
| ----------- | -------- | ------------ | ------------ | ----------------------------- |
| Bois-le-Duc | Pays-Bas | 21 mars 1986 | 23 mars 1986 | Anne Grethe Jensen sur Marzog |